# محمد شيخي
محمد شيخي  (1994 المغرب) هو لاعب كرة قدم مغربي يلعب في مركز اليسار الخلفي.